# Obstacles techniques au commerce
Les obstacles techniques au commerce (OTC), ou en Suisse, entraves techniques au commerce, désignent les règlements techniques et les normes volontaires qui déterminent les caractéristiques spécifiques d’un produit, comme sa forme, sa conception, ses dimensions, ses fonctions, ses performances, ou encore son étiquetage ou son conditionnement. Il concerne également l’application divergente de telles prescriptions ou de telles normes ou de la non-reconnaissance notamment des essais, des évaluations de la conformité, des enregistrements ou des homologations.
Ce sont aussi les procédures techniques qui confirment que les produits respectent les règlements et les normes applicables. Toutes ces mesures répondant généralement à des objectifs des politiques publiques, comme protéger l’environnement ou veiller à la santé et à la sécurité des personnes.
Dans le même temps, les normes de produits et autres OTC exercent une forte influence sur l’accès aux marchés et pèsent sur les résultats des entreprises à l’exportation et peuvent être coûteux et contraignants de par leur nature ou leurs répercussions, voire nuire au commerce international. En raison de ces divergences, les fabricants doivent adapter leurs produits à un marché spécifique. Il en résulte un certain cloisonnement de l'offre qui rend plus difficile ou empêche l'acquisition de produits moins chers à l'étranger. Les entraves techniques au commerce ont régulièrement été citées comme expliquant en partie les prix supérieurs des produits.

## En Suisse
Dans le but de supprimer ou, à tout le moins, d'atténuer de telles entraves, la Suisse a dans un premier temps, en 1995, adopté la loi sur les entraves techniques au commerce. Elle a aussi conclu toute une série d'accords de reconnaissance mutuelle (ARM) avec des États étrangers.
Cette loi a dans un deuxième temps été révisée, de sorte à permettre l'application de la règle de droit européen dite « Principe du cassis de Dijon » dans les échanges commerciaux entre la Suisse et l'Union européenne. La révision est entrée en vigueur le 1er juillet 2010. Une année plus tard, les baisses de prix espérées n'ont pas eu lieu, malgré la chute du cours de l'euro, et l'alignement sur les prescriptions européennes a des effets négatifs sur la qualité des produits.